# Chrám svatého Alexandra Něvského (Bělehrad)

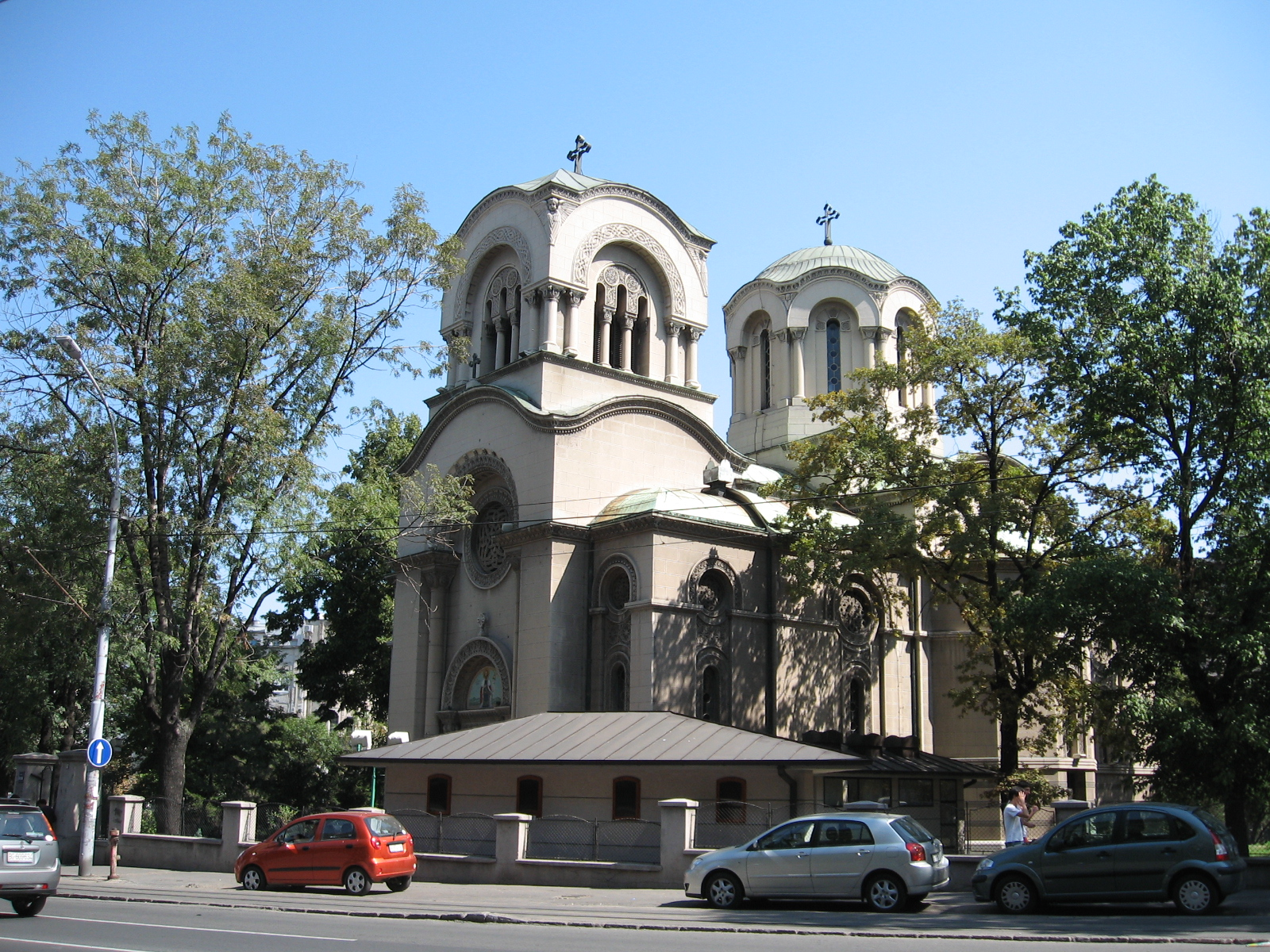
Kostel svatého Alexandra Něvského

Kostel svatého Alexandra Něvského (srbsky Црква Светог Александра Невског/Crkva Svetog Aleksandra Nevskog) je kostel Srbské pravoslavné církve, který se nachází v hlavním městě Srbska Bělehrad v městské části Dorćol.

## Historie
Byl postaven na místě předchozího menšího kostela z roku 1877. Zbudován byl na památku ruských dobrovolníků, kteří bojovali ve válce mezi Osmanskou říší a Srbskem v letech 1877 až 1878. Stavba kostela podle návrhu architektky Jelisavety Načić se realizovala v letech 1912 až 1930 (výstavbu zastavily nejprve Balkánské války a poté první světová válka. Slavnostně byl vysvěcen dne 23. listopadu 1930 srbským patriarchou. Pojmenován byl podle ruského panovníka Alexandra Něvského, který v 13. století zastavil u řeky Neva invazi Švédů a o dva roky později porazil na zamrzlém jezeře pskovská vojska Řádu německých rytířů.

## Architektura
Kostel je postaven v srbsko-byzantském architektonickém stylu, který byl typický pro středověkou sakrální architekturu Balkánu. Za autora projektu se považuje E. Načič. V letech 1970 až 1973 byl vyzdoben freskami a v roce 1998 proběhla rozsáhlá rekonstrukce kostela.